# Joel Wachs
Joel Wachs (Scranton, Pensilvania, 1 de marzo de 1939) es presidente de la Fundación Andy Warhol para las Artes Visuales. Fue durante treinta años miembro del Concejo Municipal de Los Ángeles. En 1999, coincidiendo con el reconocimiento de su homosexualidad, se presentó a la alcaldía de la ciudad de Los Ángeles.

## Biografía
Wachs nació el 1 de marzo de 1939, en Scranton (Pensilvania), hijo de Archie Wachs, maestro, y de su esposa Hannah Wachs. Sus padres eran inmigrantes judíos procedentes de Polonia, que abrieron una carnicería. El más joven de los dos hijos, Joel, sufrió la fiebre del heno con graves repercusiones para su salud. En 1949 la familia se trasladó a Los Ángeles, donde se hizo rica gracias a una cadena de tiendas de ropa de señora de bajo costo. Joel creció en Vermont Knolls.
Wachs estudió Derecho en la Universidad de California en Los Ángeles (UCLA), donde se graduó en 1961. Obtuvo una licenciatura en la Escuela de Derecho Harvard y luego un realizó un máster en tributación por la Universidad de Nueva York.
Primero trabajó como abogado en la firma de Gris, Binkley & Pfaelzer, que más tarde se convirtió en Kadison, Pfaelzer, Woodard & Quinn, y ejerció la abogacía durante cinco años.

## Concejal de Los Ángeles
Wachs fue concejal del Concejo Municipal de Los Ángeles durante 30 años, desde el 1 de julio de 1971 hasta el 28 de septiembre de 2001, cuando presentó su dimisión. Su permanencia en el consejo municipal solo ha sido superada por los políticos John Ferraro (35 años), Ernani Bernardi (32 años) y Marvin Braude (31 años).

## Ideología
Consejos de barrio.  Wachs es a veces citado como el originador de los consejos de barrio en Los Ángeles. Organizó las primeras—en Studio City, Sherman Oaks, North Hollywood-Toluca Lake y la zona de la colina al sur de Mulholland Drive en noviembre de 1971, la elección de los primeros miembros de una variedad de orígenes.
Perforación de pozos de petróleo.  En 1971 propuso una prohibición de perforación de pozos de petróleo.
Impuesto sobre la renta.  Fue partidario de imponer un impuesto municipal sobre la renta con el fin de aliviar los propietarios de la carga impositiva.
El control de la renta.  Fue un decidido defensor para el control de la renta en un esfuerzo para mantener la vivienda asequible para los ancianos y los pobres.
Derechos de los gays.  Wachs, y la Concejal de Peggy Stevenson patrocinados por lo que Wachs llamado "el más fuerte de los derechos de los gays de la ordenanza en los estados UNIDOS," prohibición del trabajo y de la vivienda de la discriminación basada en la preferencia sexual. Su medida de prohibir la discriminación en el empleo contra las víctimas del SIDA fue aprobada por unanimidad por el Consejo de la Ciudad,
Reciclaje.  En 1981 se llama obligatoria para la separación de materiales reciclables de la basura regular antes de la recolección, para lidiar con la ciudad "creciente rechazar la eliminación de crisis".
Artistas.  Wachs propuso un cambio de ordenanza que permita a los artistas a vivir y trabajar en comercial por zonas de los distritos. También trabajó para crear un Departamento de Asuntos Culturales de la ciudad.
Drogas.  Wachs fue el único voto en contra de una ordenanza municipal que prohibía a los menores la compra de parafernalia de drogas.
Mascotas.  Propuso una eventual éxito de la idea de la ciudad para proporcionar un número de parques para perros, donde Los Ángeles cerca de 200.000 licencia de los perros pueden correr libremente.
Policía.  Se opuso a varios incidentes policiales.
Dan White.  Wachs se manifestó, en enero de 1984, en Sacramento para denunciar a Dan White, supervisor de San Francisco que había matado al líder gay Harvey Milk y el Alcalde George Moscone, debe ser trasladado fuera del Condado de Los Ángeles, donde había sido puesto en libertad condicional después de cumplir cinco años de prisión por los asesinatos.
Sports arena.  Wachs denunció en 1997 el acuerdo con los empresarios de un centro de deportes de arena.
De crecimiento lento desarrollo de Cada era un defensor de crecimiento lento desarrollo y fue uno de los cowriters de la Proposición U, junto con Zev Yaroslavsky y Marvin Braude.
Wachs renunció en 2001 al aceptar la presidencia de Andy Warhol Foundation for the Visual Arts. Su último día en el Consejo de la Ciudad fue el 28 de septiembre de ese año.

### Candidaturas a la alcaldía
Wachs se presentó tres veces a la alcaldía de Los Ángeles. En 1973, como un relativamente desconocido, nuevo concejal de la ciudad, terminó en un distante séptimo en una concurrida elección primaria en la que Tom Bradley, finalmente, ganó su primera nominación de la alcaldía de Los Ángeles. En 1993, terminó tercero detrás de Richard Riordan y Mike Woo. Se presentó de nuevo en 2001 y terminó en cuarto lugar con el 11 por ciento, por detrás de James K. Hahn, Antonio Villaraigosa, y Steve Soboroff.

### Legado
En reconocimiento de Wachs la participación en la promoción de las artes, el Consejo de la Ciudad en el año 2002 llamado la intersección de Gran Avenida y la Calle Segunda como "Joel Wachs de la Plaza". Se encuentra entre el Museo de Arte Contemporáneo y el Walt Disney Concert Hall.